# Viola rostrata
Espèce
Classification APG III (2009)
 Viola rostrata (aussi appelé violette rostrée) est une espèce de plantes à fleurs de la famille des Violaceae, originaire d'Amérique du Nord, au Canada et aux États-Unis. On la retrouve également au Japon.